# ثري 6 مافيا

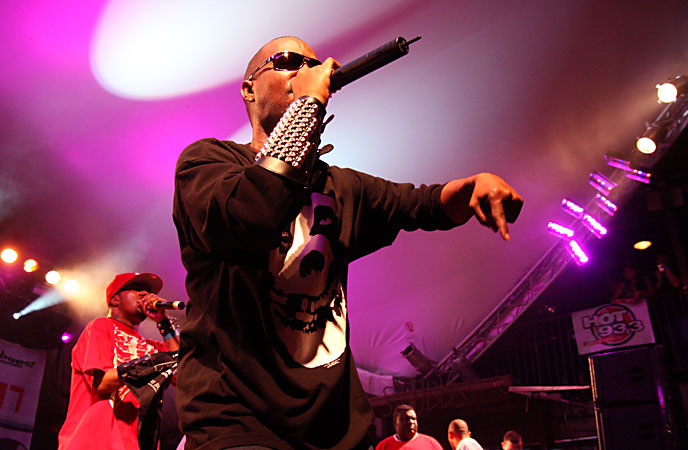
دي جاي باول و جويسي جاي

ثري 6 مافيا (بالإنجليزية: Three 6 Mafia)‏ وهي فرقة غناء راب وهيب هوب أمريكية تأسست في سنة 1991 في ممفيس، تينيسي في الولايات المتحدة، هذه الفرقة مكونة من دي جاي باول ولورد إنفاموس وجويسي جاي وكوبستا نيكا وكرونتشي بلاك وغانغستا بوو.

## روابط خارجية
- ثري 6 مافيا على موقع IMDb (الإنجليزية)
- ثري 6 مافيا على موقع ميوزك برينز (الإنجليزية)
- ثري 6 مافيا على موقع رولينغ ستون (الإنجليزية)
- ثري 6 مافيا على موقع أول ميوزيك (الإنجليزية)
- ثري 6 مافيا على موقع ديسكوغز (الإنجليزية)